# Плавцилла Римская
Плавцилла  (... – Рим, 67 год)  — святая мученица Римская, вдова. День памяти — 20 мая.
Святая Плавцилла, молодая вдова, была поражена проповедью святых апостолов и приняла крещение предположительно от святого апостола Петра. Считается, что дальнейшее попечение о группе женщин-христианок, среди которых были, в частности, святые Анастасия и Василисса принял на себя святой апостол Павел.
Святая Плавцилла приняла мученическую смерть прибл. в 67 году во время правления императора Нерона.